# Ethinamat
Ethinamat ist ein Arzneistoff mit kurzzeitiger sedierender und hypnotischer Wirkung, der zur Behandlung von Schlaflosigkeit eingesetzt wurde. Der regelmäßige Gebrauch führt zur Toleranz, die Wirkung hält gewöhnlich nicht länger als sieben Tage an. Ethinamat wurde 1957 als Sedativum und Schlafmittel für Schering patentiert. Es ist weltweit nicht mehr im Handel.

## Darstellung und Gewinnung
Die Synthese geht vom Cyclohexanon aus, welches in flüssigem Ammoniak mit Ethin und Natrium umgesetzt wird. Die Carbamatfunktion wird dann am resultierenden 1-Ethinylcyclohexanol mittels Reaktion mit Phosgen und Ammoniak eingeführt.

## Rechtsstatus
In der Bundesrepublik Deutschland ist Ethinamat laut Anlage II zu § 1 Abs. 1 Betäubungsmittelgesetz ein verkehrsfähiges, aber nicht verschreibungsfähiges Betäubungsmittel. Der Besitz ist ohne Erlaubnis der Bundesopiumstelle beim Bundesinstitut für Arzneimittel und Medizinprodukte strafbar.